# Robert Jones (militare)
Robert Jones (Monmouthshire, 19 agosto 1857 – Peterchurch, 6 settembre 1898) è stato un militare britannico, premiato con la Victoria Cross.

## Biografia
Nativo della regione del Monmouthshire, si arruolò nel 1876 nell'esercito britannico e servì per alcuni anni in India. In seguito venne trasferito in Sudafrica per partecipare alla guerra anglo-zulu.
Lasciato di stanza nella guarnigione di Rorke's Drift, fu tra coloro che si distinsero maggiormente nella battaglia di Rorke's Drift: rimasto isolato in una delle stanze dell'ospedale assieme al commilitone William Jones (nessuna parentela nota), resistette per ore agli assalti degli zulu e riuscì a portare in salvo attraverso dei fori nel muro sei dei pazienti ricoverati e altrimenti destinati a morire nella battaglia. Un settimo paziente, il sergente Maxfield, delirava e rifiutò di essere aiutato, venendo di conseguenza ucciso dagli zulu quando questi penetrarono infine nella stanza. Robert Jones fu gravemente ferito nell'azione, ricevendo quattro colpi di zagaglia e un proiettile.
Per il suo eroismo gli venne conferita la Victoria Cross, massima onorificenza militare britannica. Venne trasferito nella riserva nel 1882, tornando in Galles, lavorando come bracciante e mettendo su famiglia nel villaggio di Peterchuch. Era tuttavia tormentato dal ricordo dei violenti scontri di Rorke's Drift: probabilmente afflitto da disturbo da stress post-traumatico, non si riprese più, e la sua salute mentale si deteriorò a tal punto da spingerlo al suicidio nel 1898, quando il 6 settembre venne ritrovato senza vita con un colpo di pistola alla testa. In quanto suicida venne sepolto in terra sconsacrata.
Nel film Zulu, che rievoca la battaglia di Rorke's Drift, è interpretato dall'attore Denys Graham.